# Karoline Schuch
Pour les articles homonymes, voir Schuch.
 (octobre 2018).
Si vous disposez d'ouvrages ou d'articles de référence ou si vous connaissez des sites web de qualité traitant du thème abordé ici, merci de compléter l'article en donnant les références utiles à sa vérifiabilité et en les liant à la section « Notes et références ».
Karoline Schuch, née le 19 octobre 1981 à Iéna, est une actrice allemande.

## Vie privée
Elle est la sœur aînée de l'acteur allemand Albrecht Abraham Schuch.

## Filmographie
- 2001 : Tatort -Bestien
- 2002 : Kiss and Run de Annette Ernst : Jeanette Semmelmann[3]
- 2002-2004 : Axel!
- 2003 : L'école de l'amour[4]
- 2003 : Boys Just Wanna Have Fun de Boris von Sychowski[5]
- 2003 : Prince Charming de Annette Ernst[6]
- 2003 : Girl's Life, Boy's World de Hansjörg Thurn[7]
- 2003 : Seventeen de Hansjörg Thurn[8]
- 2003 : Hansjörg Thurn de Annette Ernst
- 2004 : The Other Woman de Margarethe von Trotta
- 2006 : Die Pathologin - Im Namen der Toten de Jörg Lühdorff
- 2006 : 7 Zwerge – Der Wald ist nicht genug de Sven Unterwaldt[9]
- 2008 : Einer bleibt sitzen de Tim Trageser
- 2008 : Brave Little Tailor de Christian Theede : Prinzessin Paula[10]
- 2008 : Weltstadt de Christian Klandt : Steffi
- 2009 : Deadly Games de Manuel Flurin Hendry[11]
- 2009 : Zweiohrküken de Til Schweiger : Lena[12]
- 2009 : Killerjagd. Töte mich, wenn du kannst de Manuel Flurin Hendry
- 2010 : Zeiten ändern dich de Uli Edel : Selina[13]
- 2012 : Commissaire Marthaler de Lancelot von Naso
- 2012 : Mia und der Minotaurus de Florian Schnell[14]
- 2012 : Schutzengel de Til Schweiger : Sara Müller[15]
- 2012 : Mann tut was Mann kann de Marc Rothemund : Iggy[16]
- 2013 : Hanna's Journey de Julia von Heinz : Hannah Eggert[17]
- 2014 : Wir sind die Neuen de Ralf Westhoff : Barbara[18]
- 2015 : Willa de Helena Hufnagel : Willa[19]
- 2015 : I'm Off Then de Julia von Heinz : Lena[20]
- 2015 : Da muss Mann durch de Marc Rothemund : Iggy[21]
- 2017 : Nur ein Tag de Martin Baltscheit
- 2017 : Katharina Luther de Julia von Heinz : Katharina von Bora[22]
- 2018 : Le Vent de la liberté (Balloon) de Michael Herbig[23] : Doris Strelzyk